# 금정진 관아터
금정진 관아터(金井鎭 官衙址)는 부산광역시 금정구 금성동에 있는, 조선후기 왜적의 침략을 방어하기 위해 축조된 국내 최장의 산성인 금정산성을 관리하던 관방시설의 유지(遺地)이다. 2006년 7월 3일 부산광역시의 문화재자료 제36호 금정진관아터로 지정되었다가, 2014년 9월 3일 금정진 관아터로 띄어쓰기하여 문화재 지정 명칭이 변경되었다.

## 현지 안내문
금정산성(사적 제215호)은 왜적의 침략을 방어하기 위하여 1703년(숙종 29) 경상감사 조태동(趙泰東)이 쌓은 둘레 9,011보, 높이 15척 규모에 동서남북 4곳에 성문이 있는 석성(石城)으로 , 현존하는 우리나라 최대 규모의 산성이다.
1707년 동래부사 한배하(韓配夏)가 금정산성의 중성(中城)을 축성하면서 금정산성과 산성 일대를 관리하기 위해 좌기청 6간, 좌우행랑 각 5간, 군기고 4간, 화약고 1간, 내동헌 3간, 별전청 4간 규모의 금정진 관아를 만들었고, 1824년 동래부사 이규현(李奎鉉)이 금정산성 내에 건물을 짓고 진장(鎭將)을 배치하였다.
평상시에는 금정산성 내의 해월사(海月寺), 국청사(國淸寺)의 승려들이 성의 보수와 유지를 담당하였으나, 일제강점기에 일제에 의해 금정산성 내에 있던 금정진 관아들이 파괴되고 여기에 있었던 무기 또한 몰수당하였다.
『동래부지(東萊府誌)』 「관해조(官廨條)」와 1872년에 제작된 「금정산성진지도(金井山城鎭地圖)」 등에 금정산성 내 시설물의 위치 관계가 비교적 정확하게 묘사되어 있으며, 금정진 관아의 건물 규모와 함께 금정진 관아의 배치 관계를 설명해 주는 내용이 문헌으로 남아 있다.
또한 2004년 금정진 관아터의 일부 지역에 대한 발굴(시굴)조사를 통하여 20～50㎝ 규모의 크고 작은 할석(割石)을 이용한 금정진 관아터 석축유구(石築遺構)가 확인되었으며, 일부이지만 지상에서도 금정진 관아의 담장 또는 석축으로 추정되는 유구들을 육안으로 확인할 수 있다.
금정진 관아터는 임진왜란 및 병자호란 이후 외적의 침략을 방어하기 위해 축조된 국내 최장의 산성인 금정산성을 관리하던 관방시설(關防施設)의 유지(遺址, 터)로 관아의 규모, 운영, 직제, 성격과 관군과 승군(僧軍)들이 머물며 생활했던 생활상을 등을 조명해 볼 수 있는 유적이다.

## 참고 문헌
- 이 문서에는 다음커뮤니케이션(현 카카오)에서 GFDL 또는 CC-SA 라이선스로 배포한 글로벌 세계대백과사전의 내용을 기초로 작성된 글이 포함되어 있습니다.

## 같이 보기
- 금정산성 - 사적 제215호

## 참고 자료
- 금정진 관아터 - 국가유산청 국가유산포털